# Calamanthus campestris
Calamanthus campestris е вид птица от семейство Acanthizidae.

## Разпространение
Видът е разпространен в Австралия.